# 亚细亚 (罗马行省)
亚细亚省（希臘語：Ασιανή），拜占庭帝國称作弗里吉亚，是罗马共和国晚期并入的行省。是一个由资深执政官统治的元老院行省。
今日“亚细亚洲”的名稱即是從该省的名稱而來。

## 历史
前190年，罗马共和国军队在马格尼西亚战役中击败塞琉古帝国，塞琉古帝国君主安条克三世被迫割让小亚细亚西部地区与罗马。前133年，亚细亚省正式成立。